# Skagen
Skagen is de noordelijkste plaats van Denemarken en ligt op Vendsyssel aan de noordoostkust van de regio Noord-Jutland. De plaats telt 9.388 inwoners (2006). In 2007 werd de gemeente Skagen opgenomen in gemeente Frederikshavn. De voormalige gemeente Skagen had op 1 januari 2000 12.691 inwoners en was 143 km² groot.

## Geschiedenis
Skagen was oorspronkelijk een dorp aan het Skagerrak, maar toen het steeds verder verlaten dorp vanaf het eind van de negentiende en begin van de twintigste eeuw weer groeide, is gekozen voor bebouwing enkele kilometers naar het oosten, aan het Kattegat. Sinds in 1890 de spoorlijn Frederikshavn - Skagen werd geopend (de noordelijkste spoorlijn van Denemarken), kwamen er veel kunstenaars naar het dorp; ze werden bekend als de Skagenschilders. Zowel het huidige Skagen als het oude (Højen) is net als de rest van de omgeving, zeer populair bij toeristen. Een hoogtepunt is de viering van de midzomernachtavond (Sankt Hans Aften) op het strand.

## Landschap
Het woeste landschap rond Skagen is sterk gevormd door forse zandstormen in de achttiende en negentiende eeuw. Om de wandelende duinen en de verwoestijning van het landschap tegen te gaan zijn in de negentiende en twintigste eeuw op grote schaal grassen, struiken en naaldbomen aangeplant. Twee belangrijke wandelende duinen bestaan nog, waaronder de tot beschermd natuurgebied verklaarde Råbjerg mile, die jaarlijks 15 meter naar het noordoosten oprukt en daarmee een bedreiging vormt voor bebouwing en wegen in het gebied. In 1775 werd besloten de telkens opnieuw door zand bedekte parochiekerk ten zuiden van Skagen af te breken, en de toren aan Råbjerg milen prijs te geven (Den tilsandede kirke).
Ten noorden van Skagen komen de Noordzee (Skagerrak) en het Kattegat samen bij de landpunt Grenen, onder spectaculair opeenbotsen van golven. Vlak bij Grenen staat de vuurtoren van Skagen, De Grå Fyr (grijze vuurtoren), de op een na hoogste vuurtoren van Denemarken. Aan de overzijde van het Kattegat staat op het eiland Vinga de Vuurtoren van Vinga.

## Kunstschilders
Het bijzondere licht en pittoreske landschap rond Skagen trok eind de negentiende eeuw een groep kunstenaars aan, onder wie kunstschilders (Skagenschilders) als Karl Madsen, Laurits Tuxen, Viggo Johansen en de echtparen Marie en Peder Severin Krøyer en Anna en Michael Ancher. Ook schrijvers als Georg Brandes en Henrik Pontoppidan, dichter/schilder Holger Drachmann en de Zweedse componist Hugo Alfvén behoorden tot de groep. Werk van deze kunstenaars is te bewonderen in het Skagens Museum, het vroegere huis en atelier van het echtpaar Ancher.

## Geboren
- Nicolaj Thomsen (1993), voetballer

## Afbeeldingen

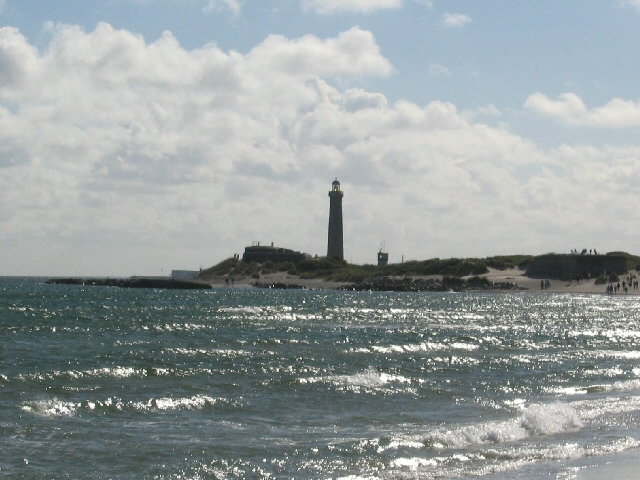
Kattegat met de vuurtoren
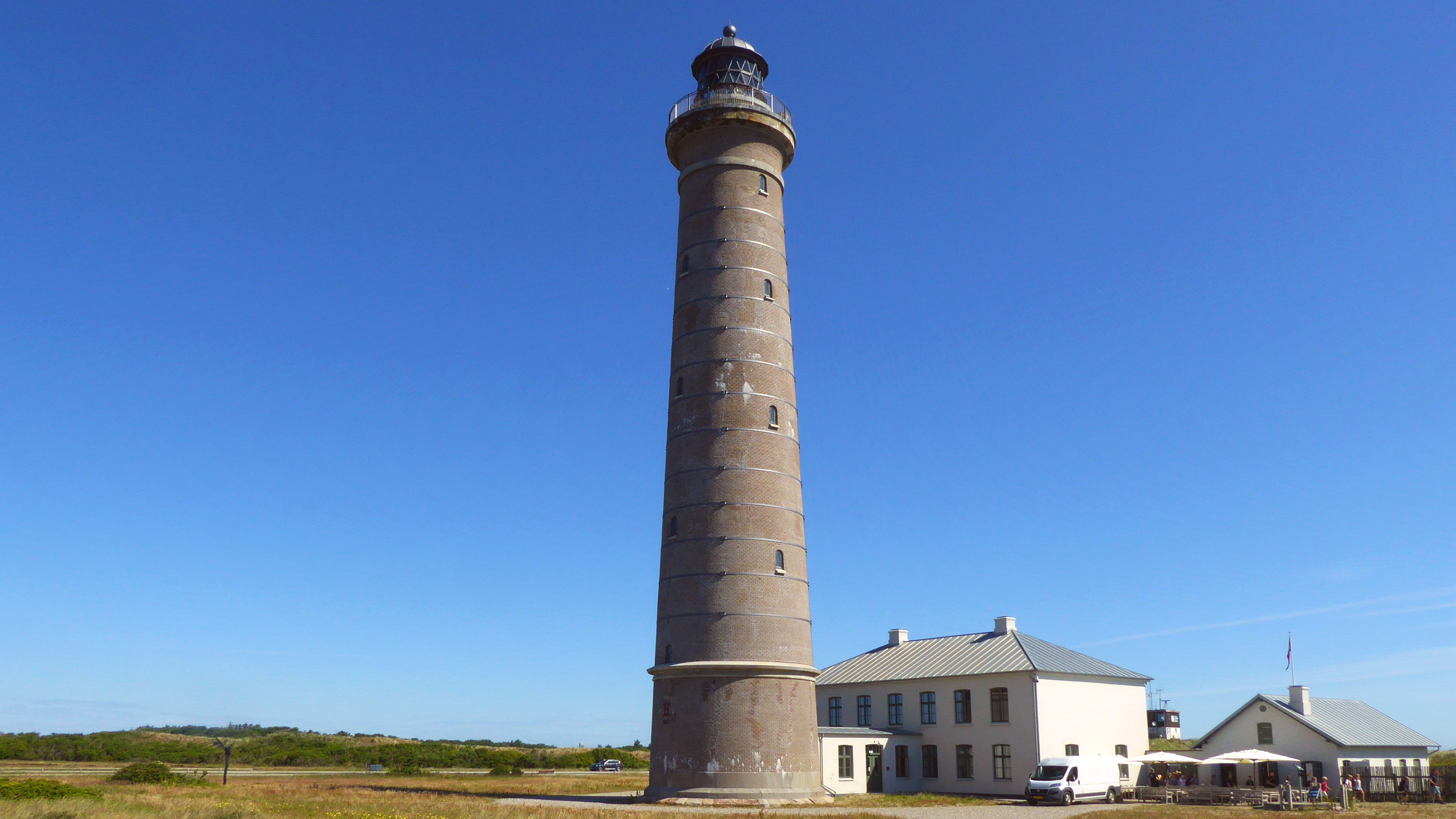
Vuurtoren Skagen Grå Fyr van 1858 met een hoogte van 46 meter
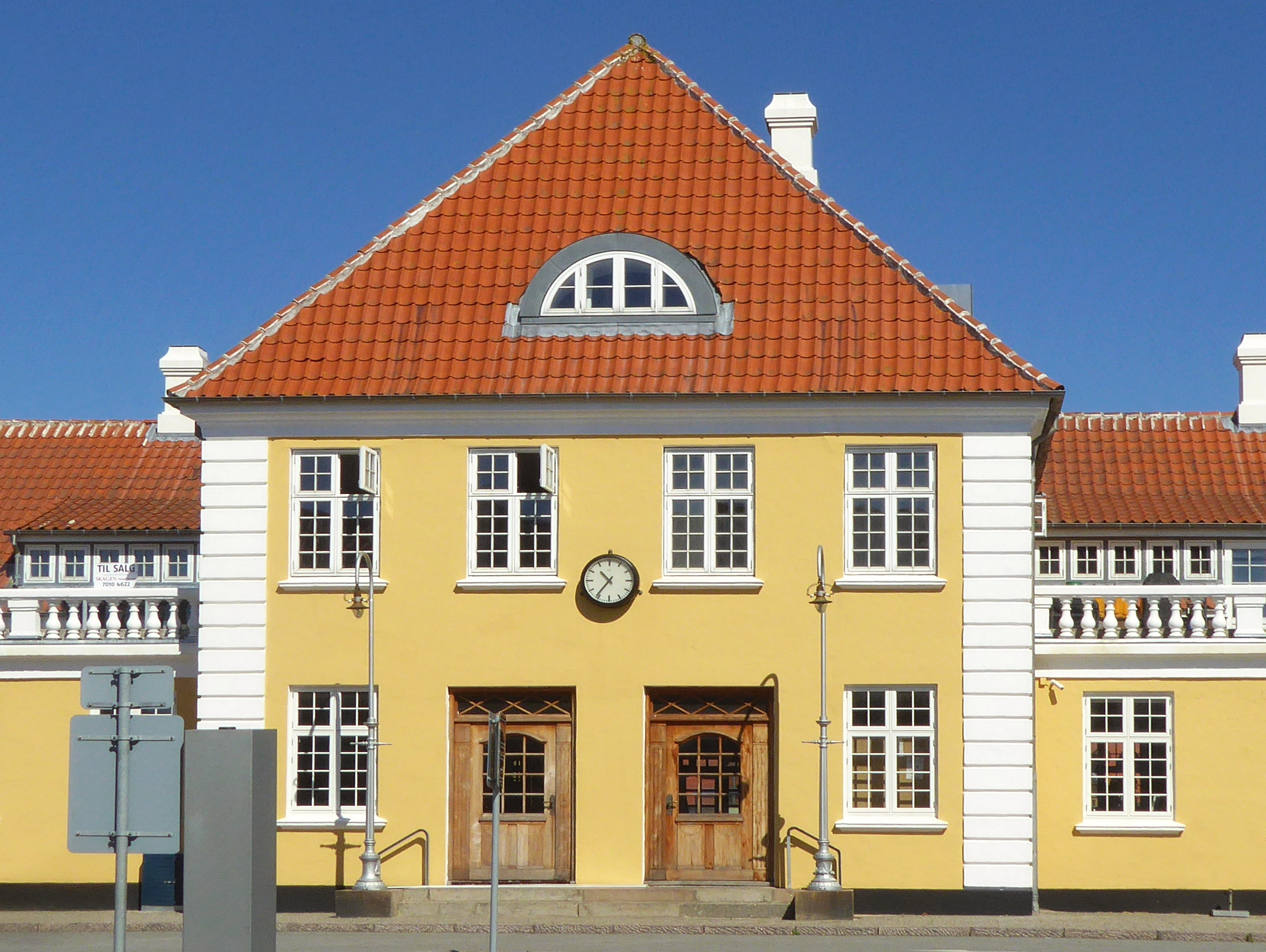
Station Skagen uit 1919.
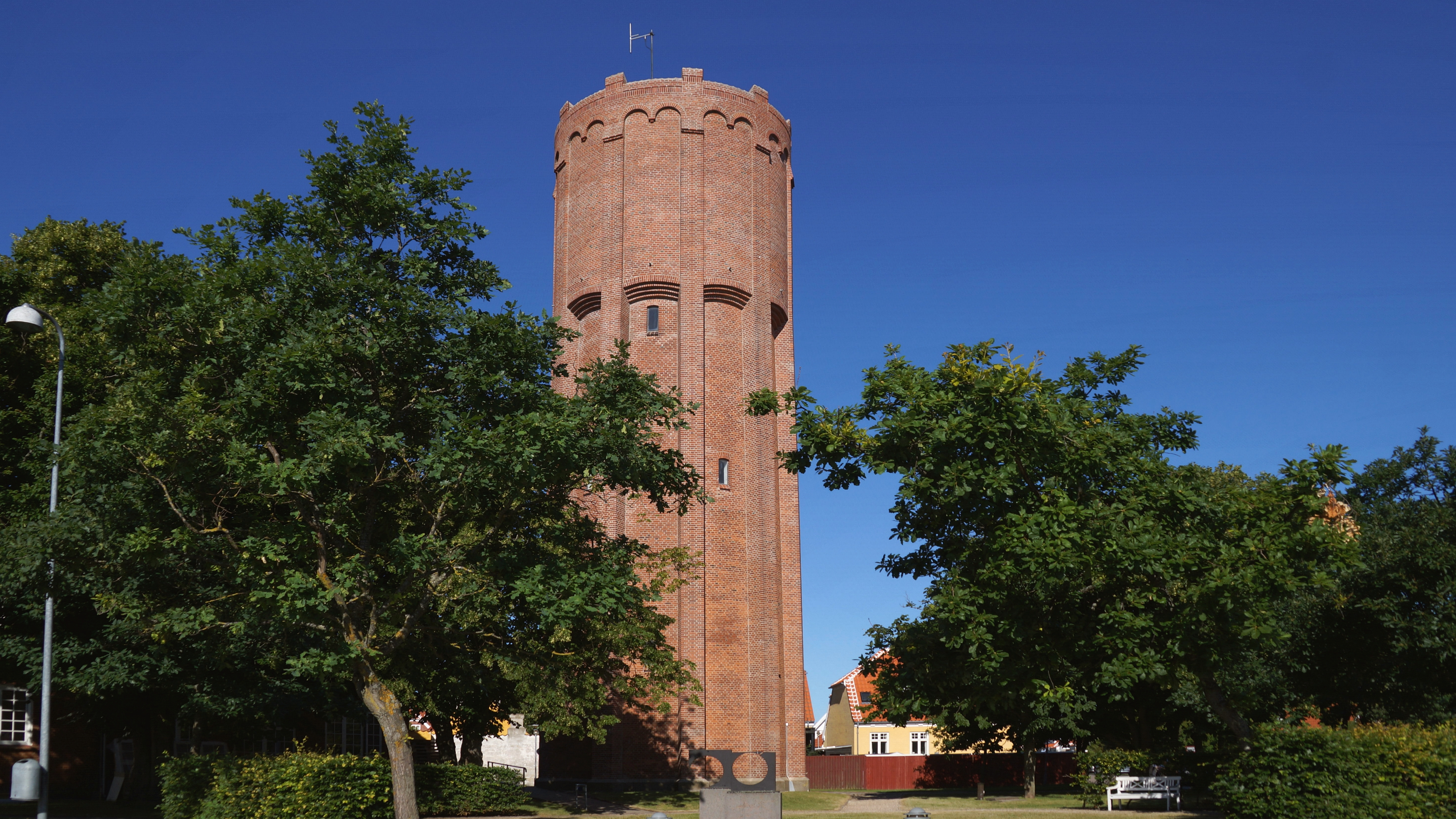
Watertoren, in gebruik van 1934 tot 1983
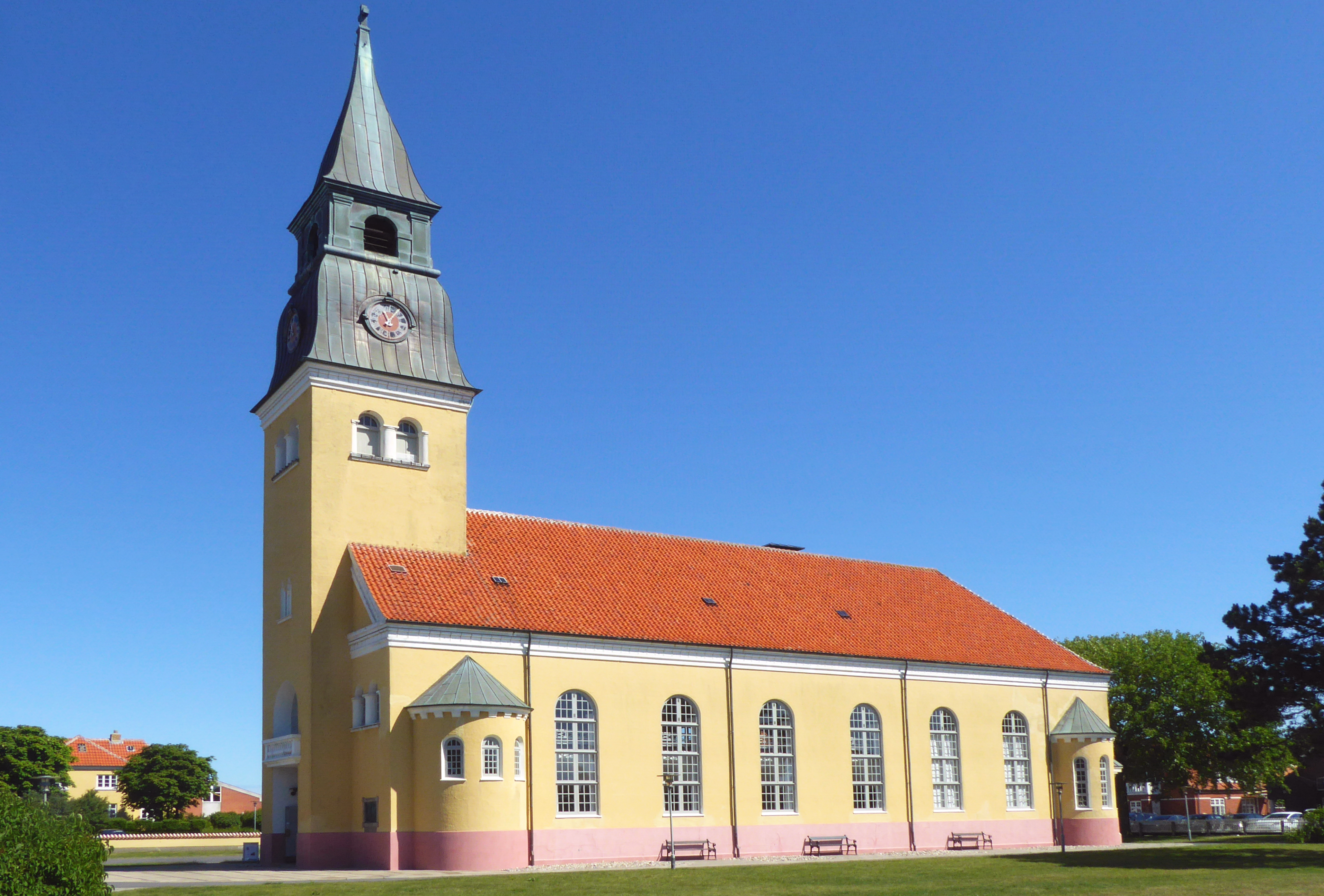
Lutherse Kerk van 1841
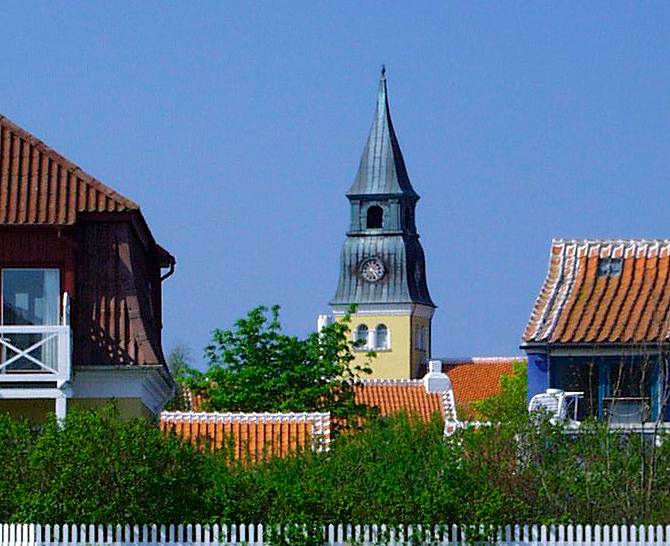
Toren van de Lutherse kerk
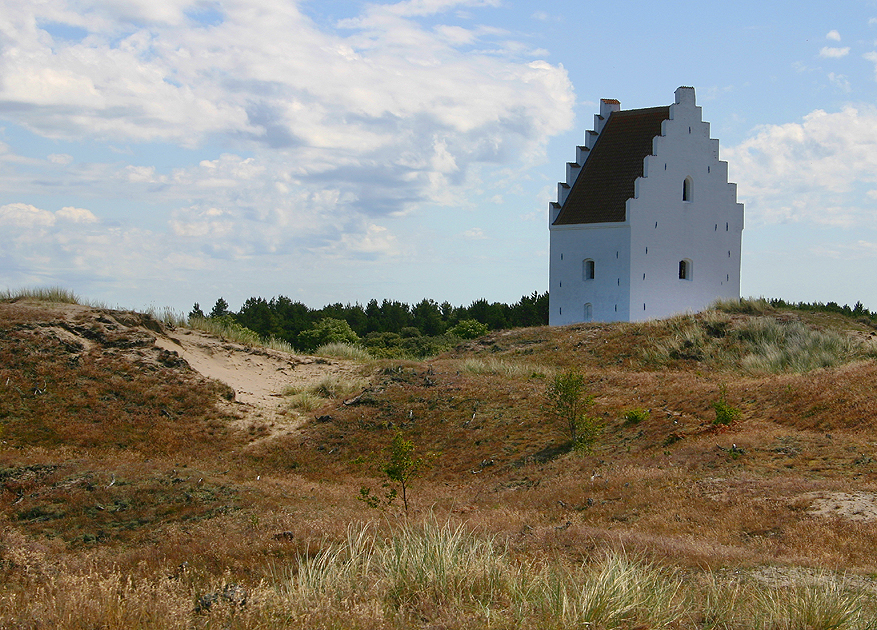
De verzande kerk
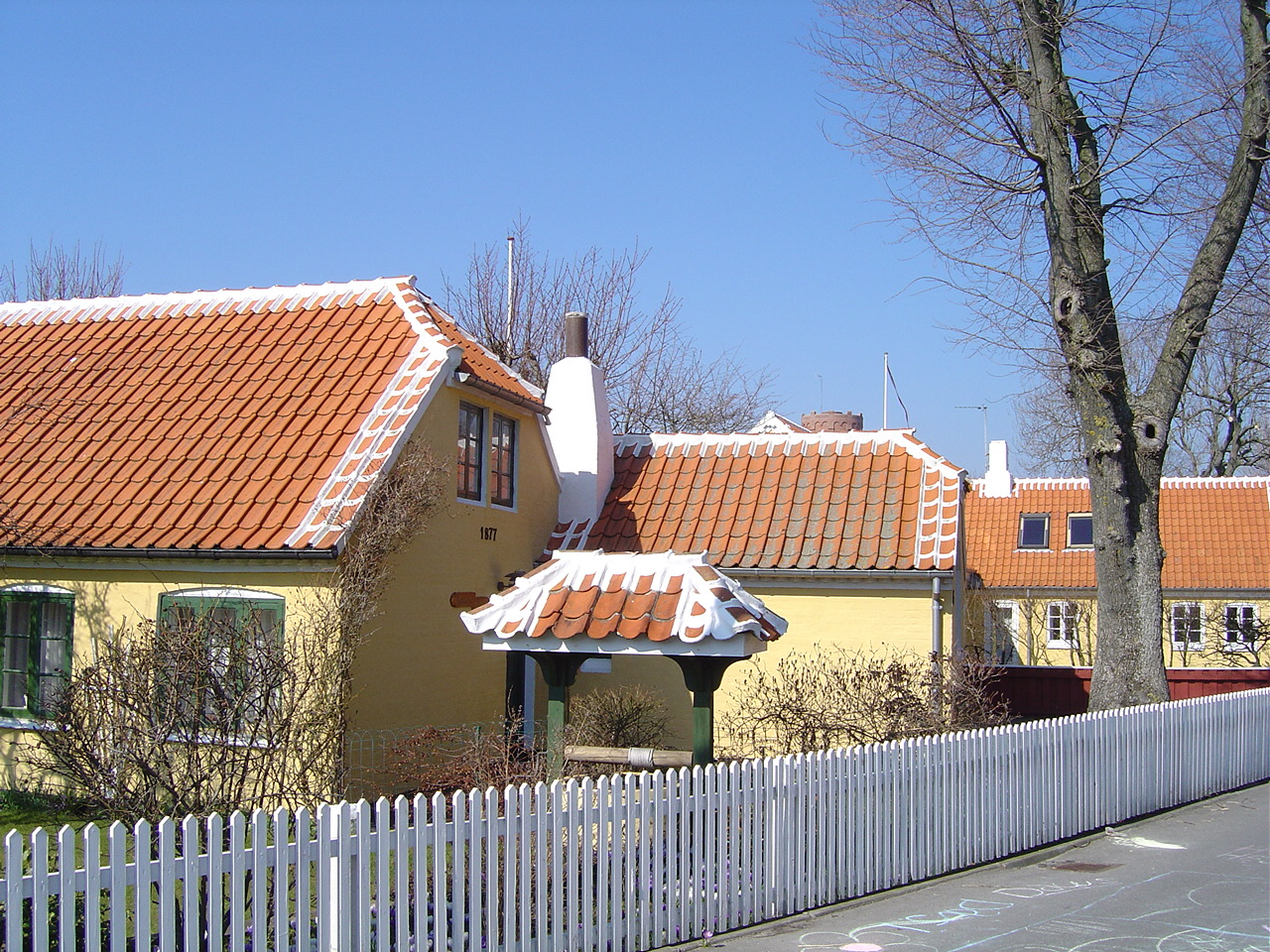
Typerende orkergele huizen
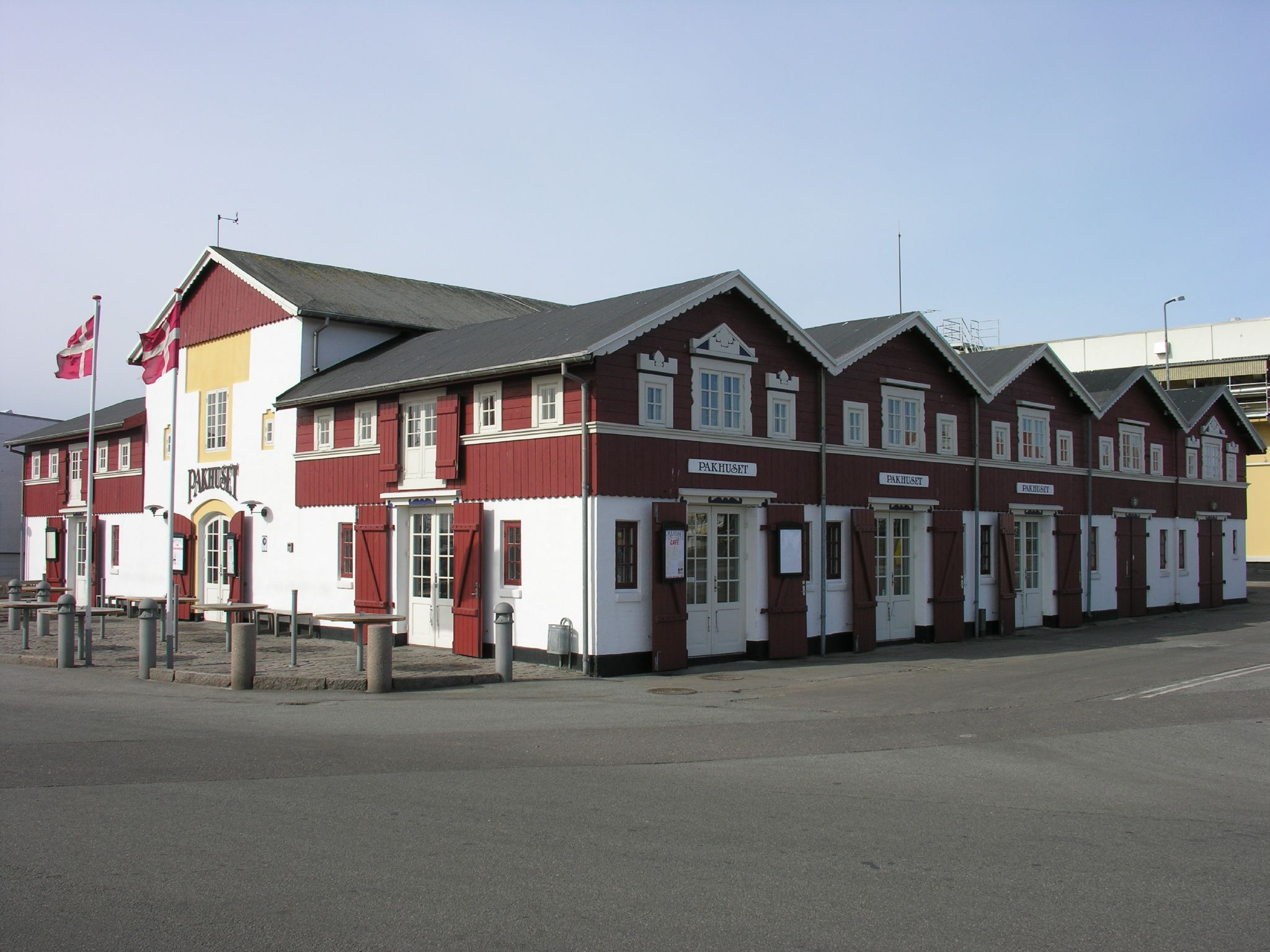
Pakhuizen bij de haven
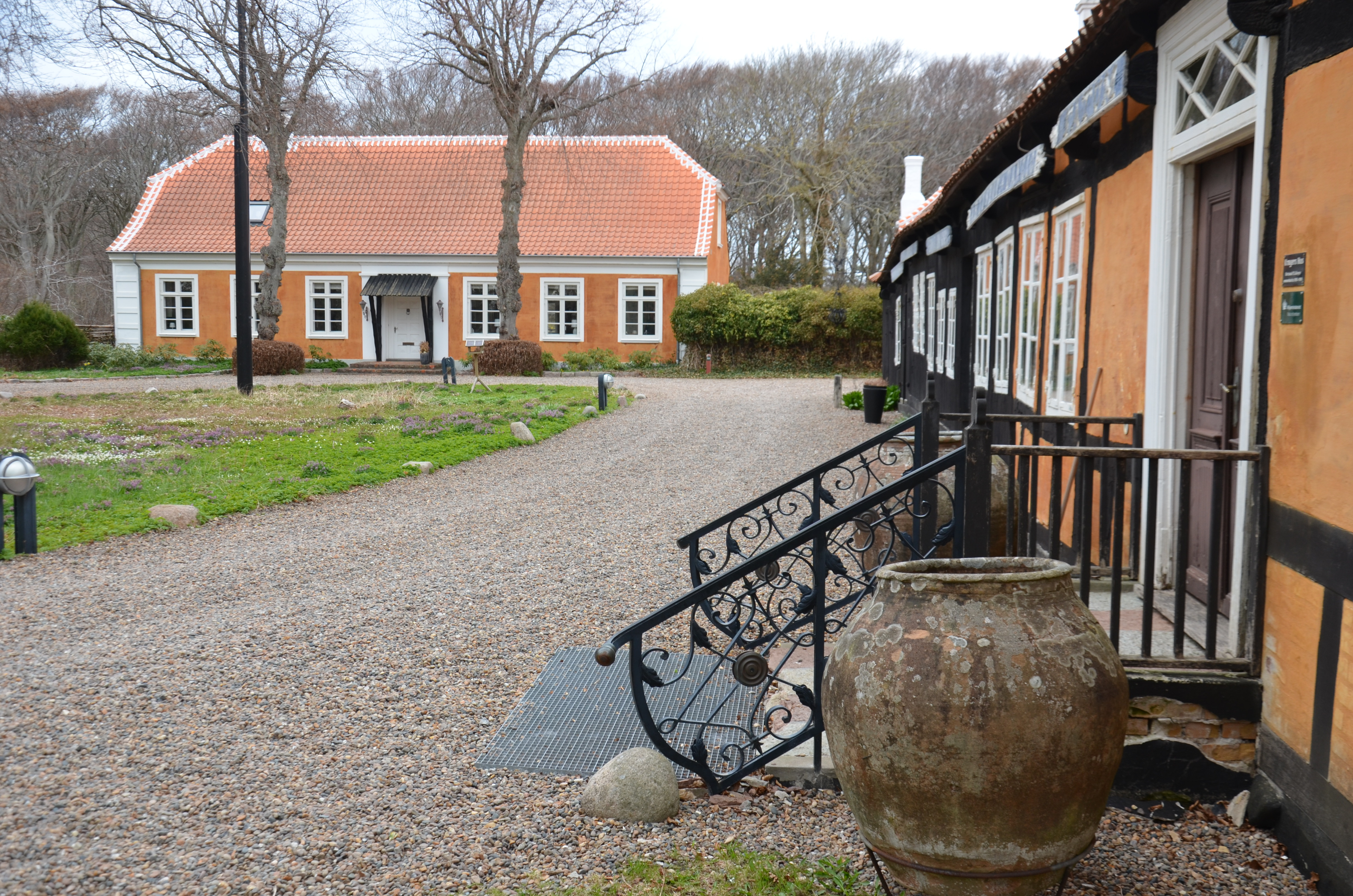
Huis van het schildersechtpaar Krøyer
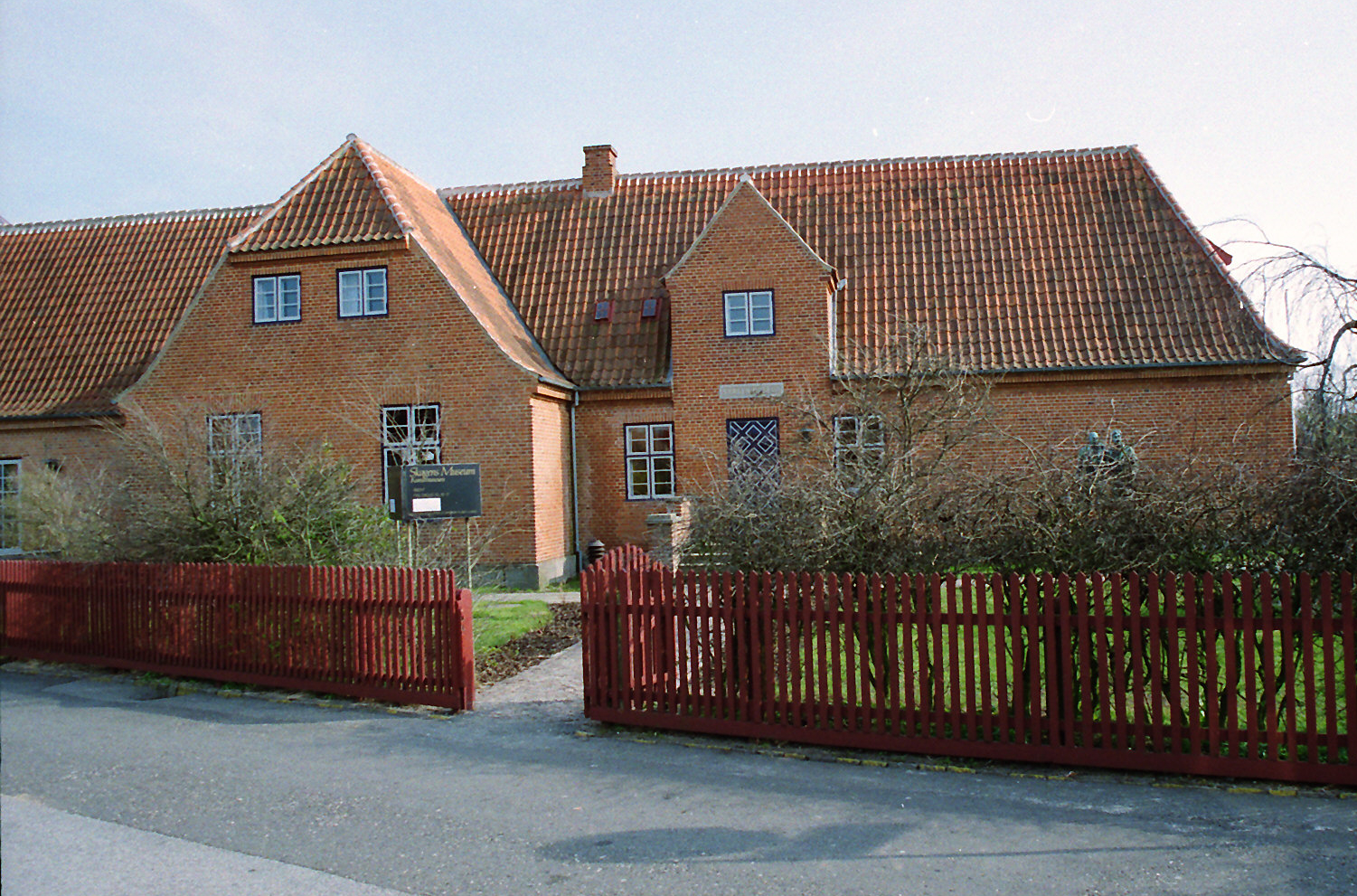
Skagens Museum
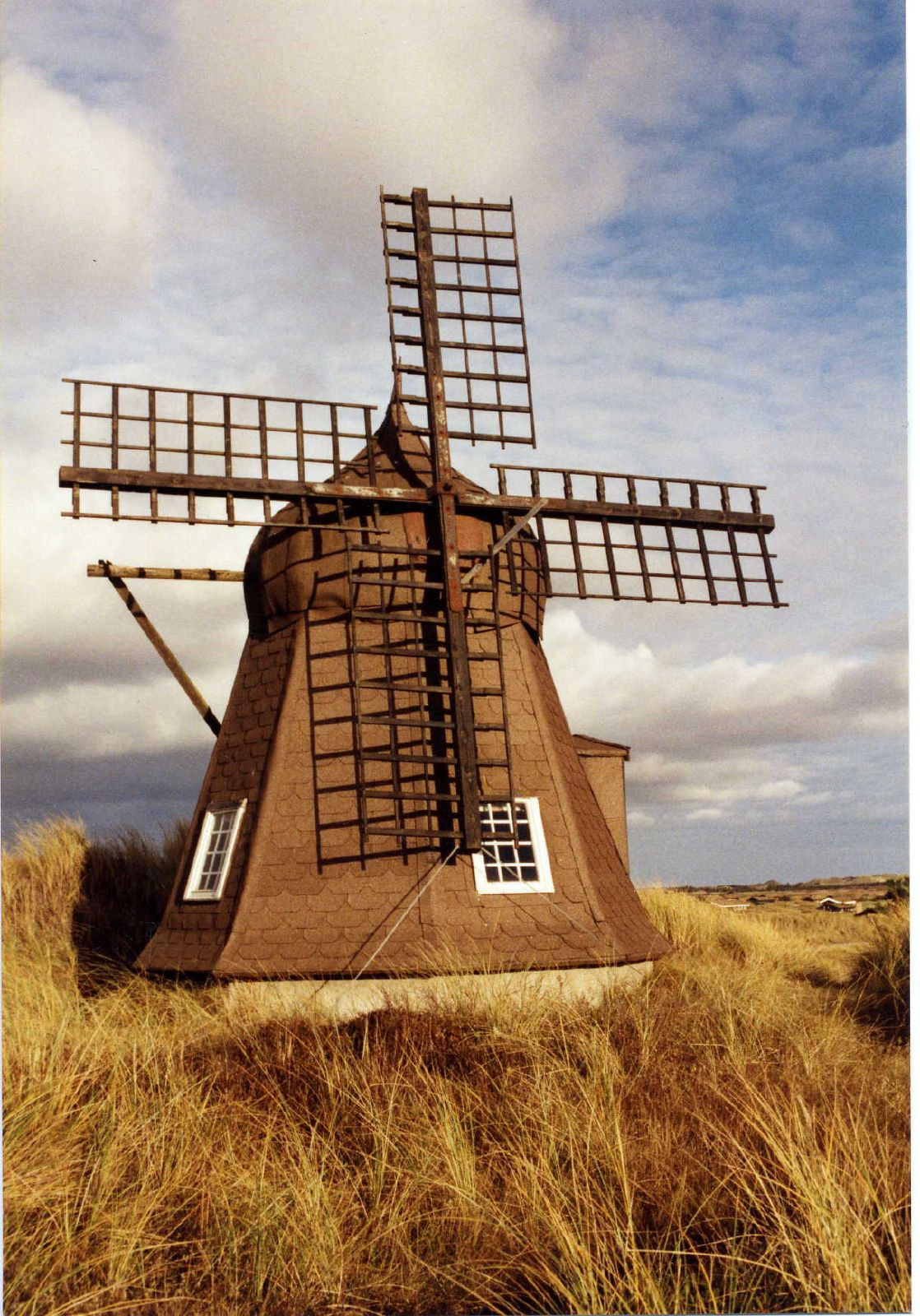
Achtkantige graanmolen
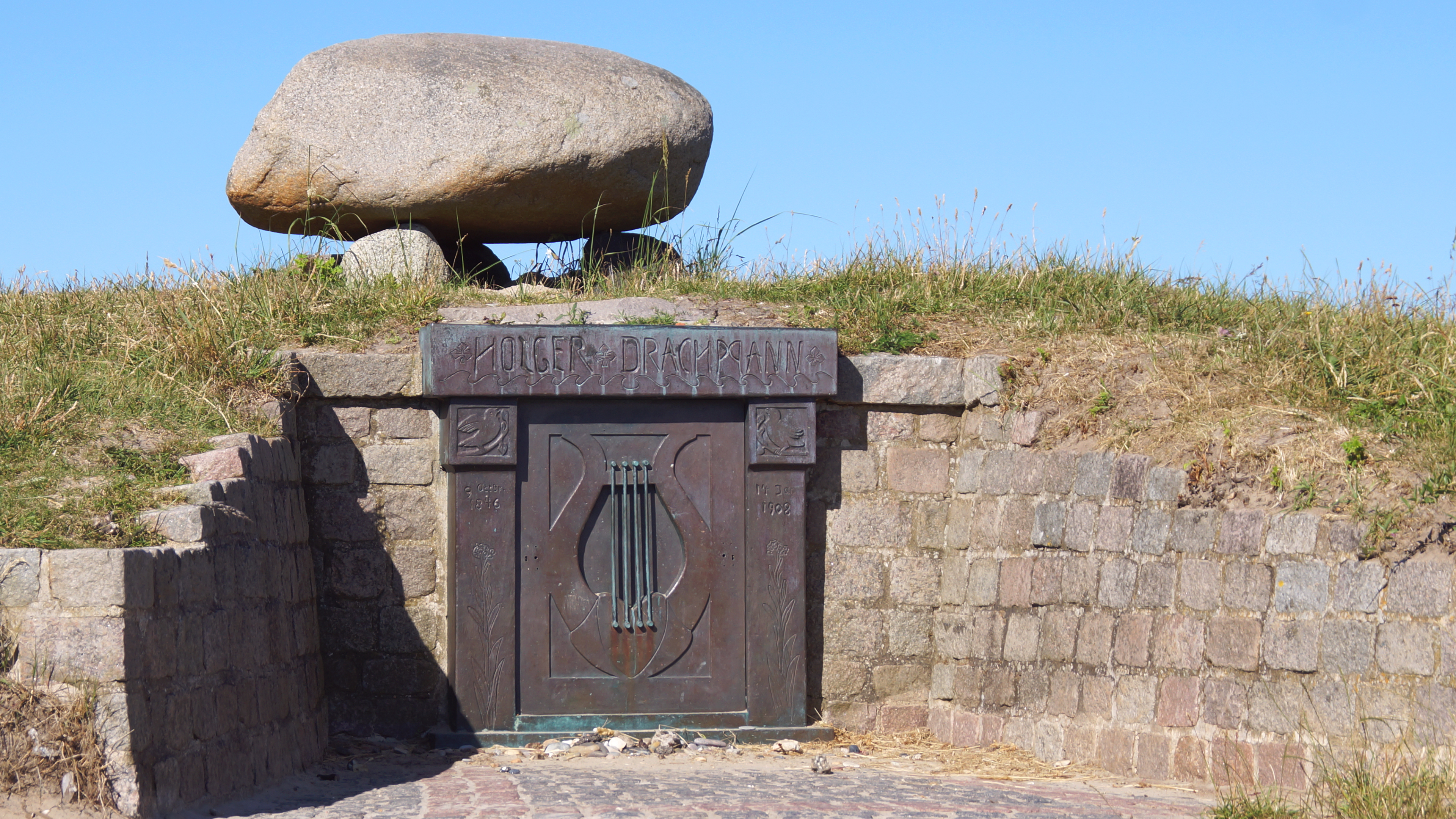
Graf van Holger Drachmann in de duinen bij de zee